# Шемонаихински район
Шемонаихински район (на казахски: Шемонаиха ауданы) е съставна част на Източноказахстанска област, Казахстан, с обща площ 3857 км2 и население 42 980 души (по приблизителна оценка към 1 януари 2020 г.). Мнозинството от населението са етнически руснаци (82,8 %), следвани от казахите (9,6 %).
Административен център е град Шемонаиха.